# Galathea strigosa
Galathea strigosa  (лат.) — вид неполнохвостых десятиногих ракообразных из семейства Galatheidae.
Вид распространён в северо-восточной части Атлантического океана, от мыса Нордкап до Канарских островов, в Средиземном и Красном море.
Это крупнейший представитель ракообразных в северо-восточной части Атлантического океана, достигающий в длину 90 мм, с длиной панциря 53 мм. Вид легко идентифицируется благодаря поперечным синим полосам по всему телу. Мясо съедобно, однако коммерческий лов животных не ведётся.